# کالن (لوئیزیانا)
کالن (به انگلیسی: Cullen) شهری در ایالت لوئیزیانا کشور ایالات متحده آمریکا است که جمعیت آن در سرشماری سال ۲۰۱۰ میلادی، ۱٬۱۶۳ نفر بوده‌است.

## نگارخانه

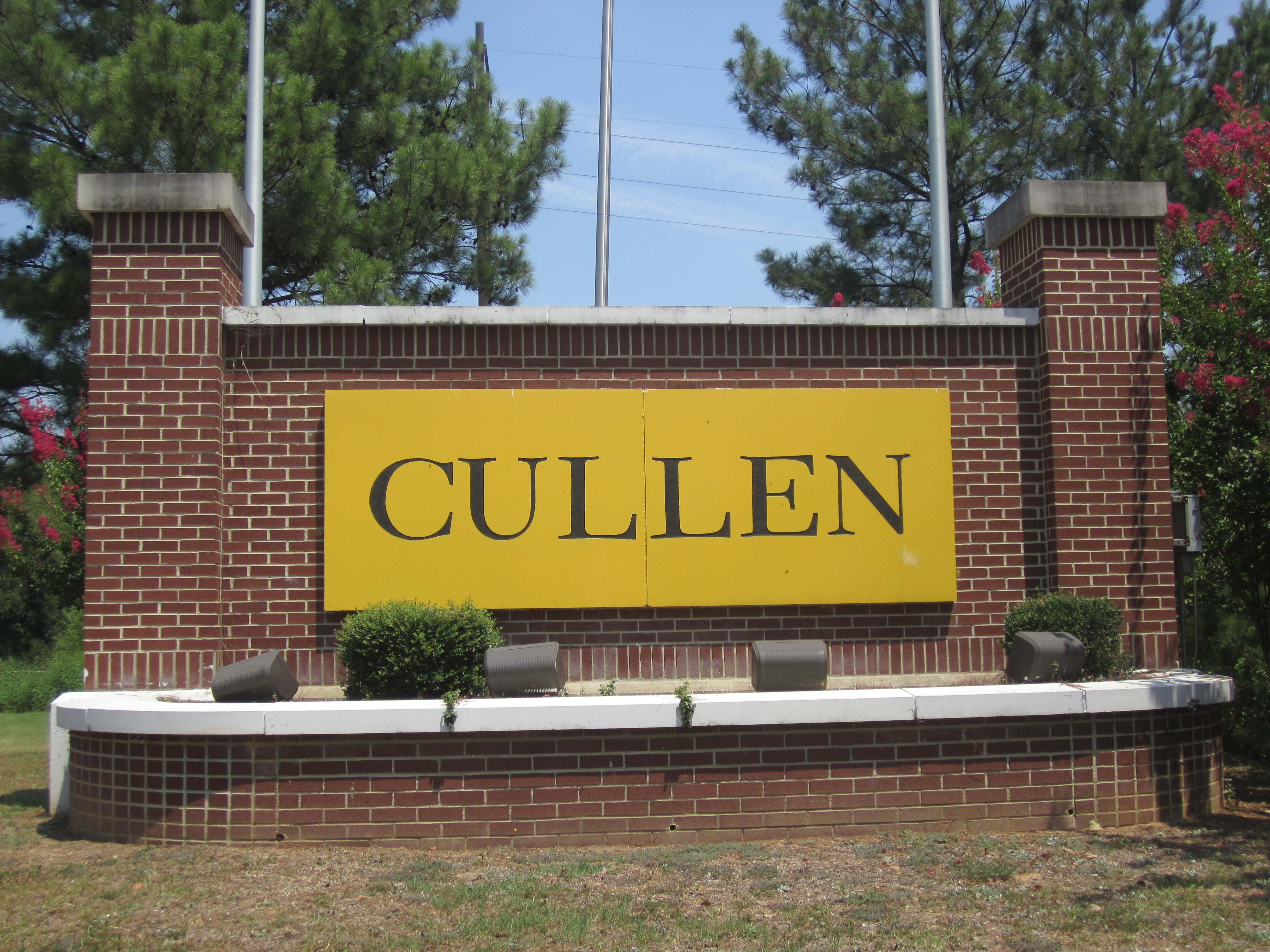
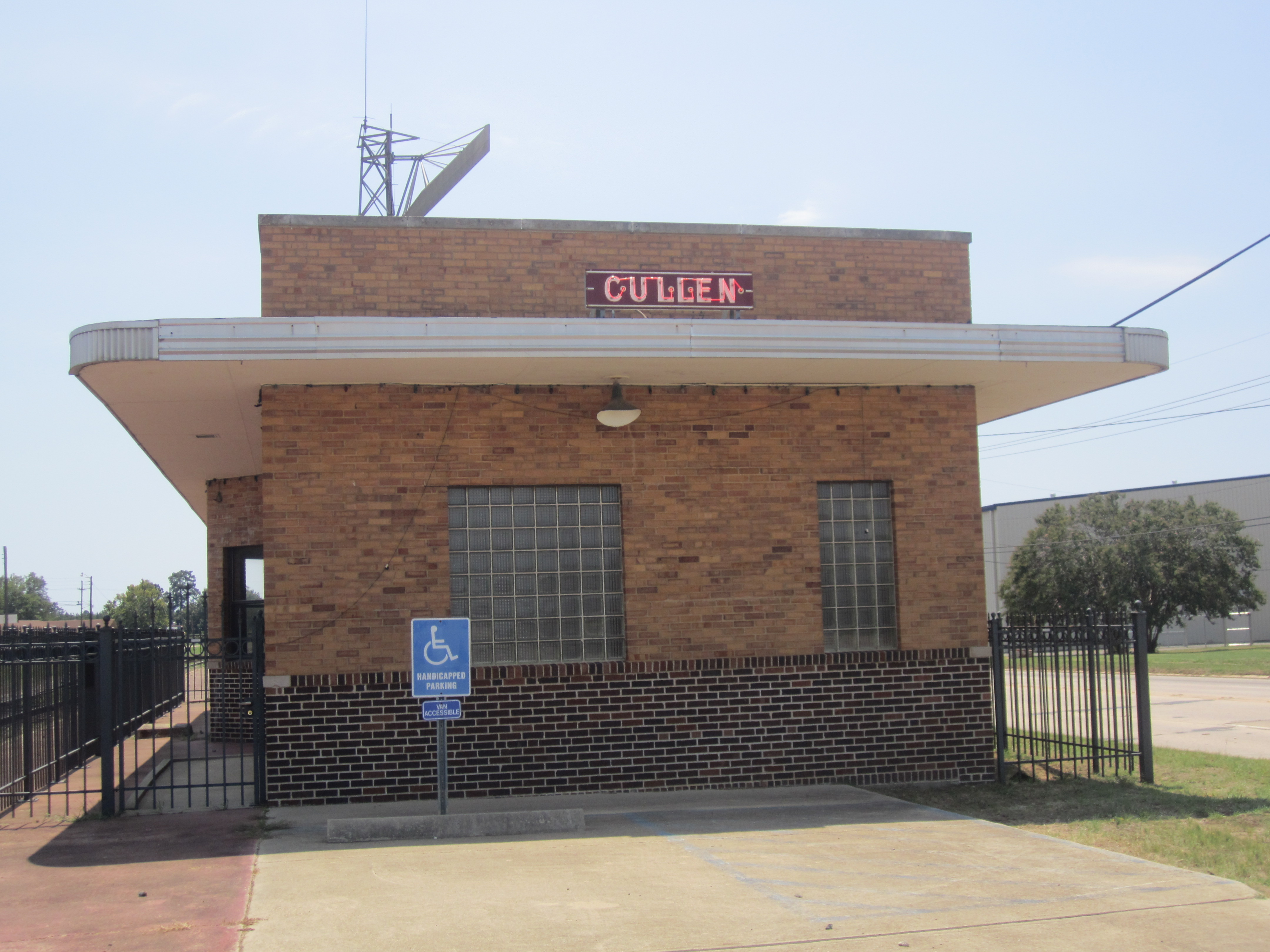
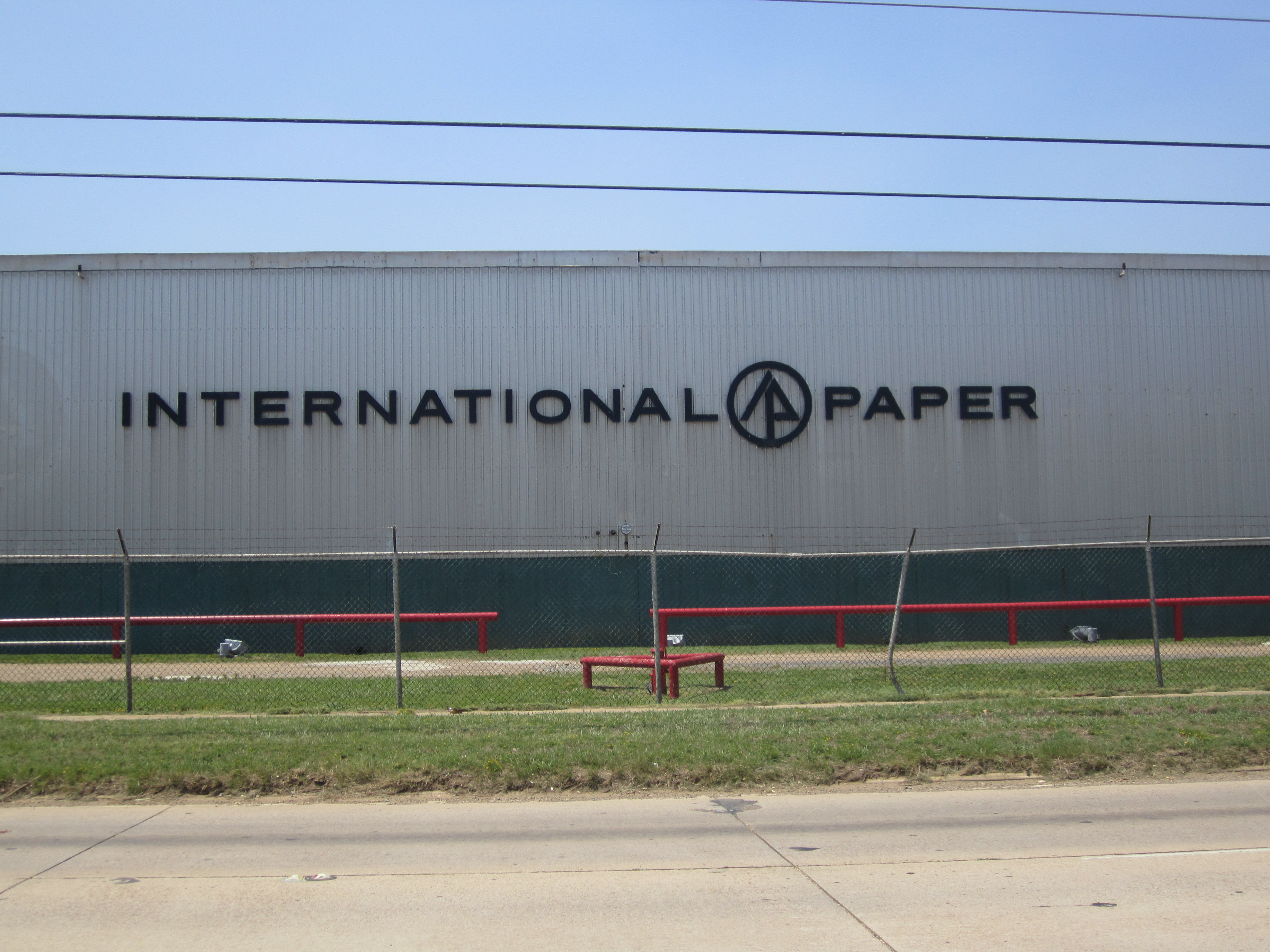
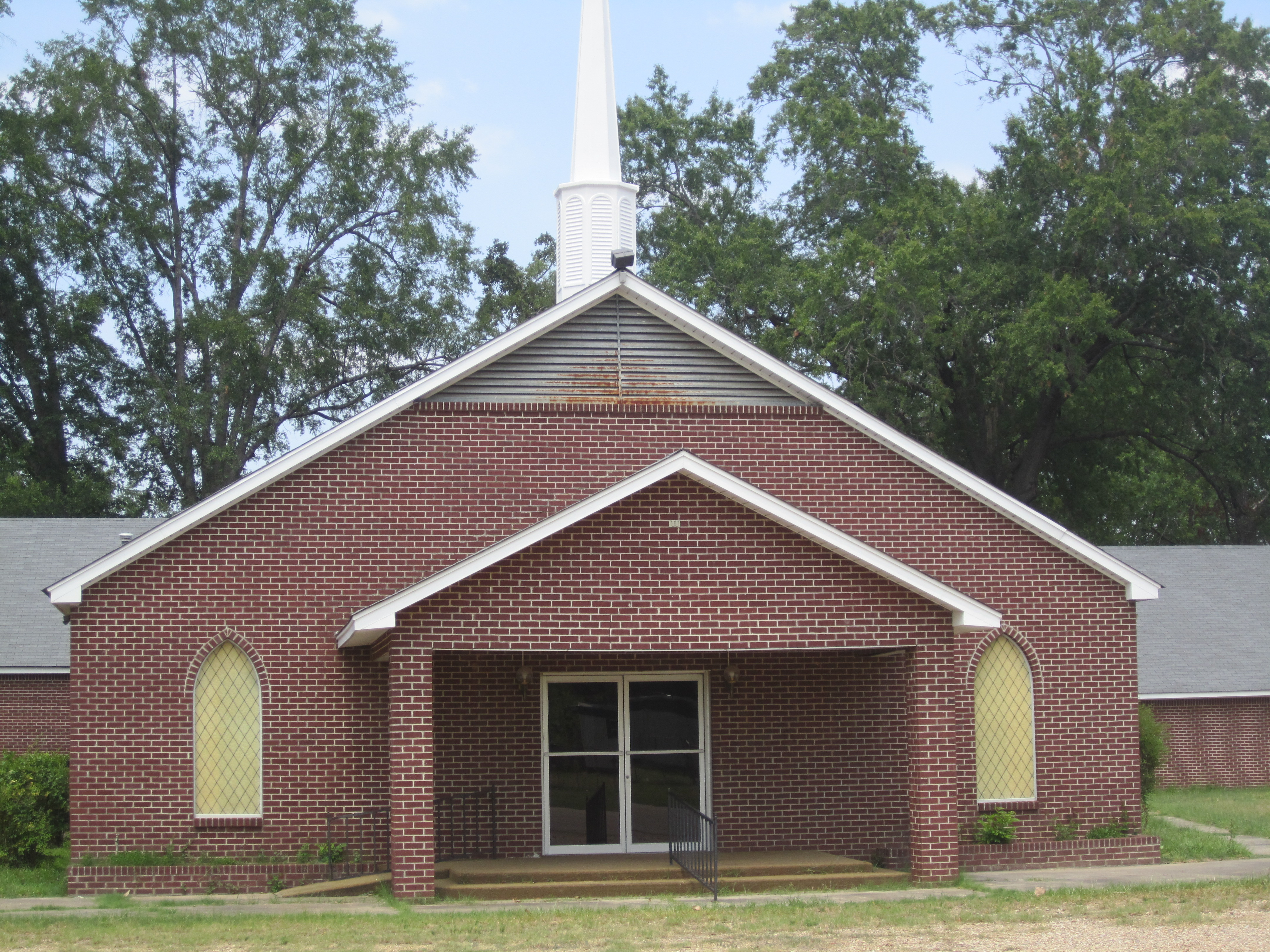